# Ханенбах
Ханенбах (нем. Hahnenbach) — община в Германии, в земле Рейнланд-Пфальц. 
Входит в состав района Бад-Кройцнах. Подчиняется управлению Кирн-Ланд.  Население составляет 560 человек (на 31 декабря 2010 года). Занимает площадь 2,79 км².